# Жамьянгийн Бунтар
Жамьянги́йн Бунта́р (монг. Жамъянгийн Бунтар; 1928 — 1997) — монгольский кинорежиссёр и сценарист.  Заслуженный деятель искусств МНР (1990).

## Биография
В 1963 году окончил ВГИК. Директор и художественный руководитель киностудии «Монголкино». Дебютировал в режиссуре в 1968 году («Исход»). Работал и в документальном кино.

## Избранная фильмография

### Режиссёр
- 1968 — Исход / Төгсгөл (с Анатолием Бобровским, СССР—Монголия)
- 1970 — Капля в море /
- 1975 — Год затмения Солнца /
- 1975 — Легенда об оазисе / (с Г. Жигжидсурэном)
- 1977 — За перевалом перевал /
- 1983 — Вождь Белое Перо / Der Scout (с Конрадом Петцольдом, ГДР—Монголия)

### Сценарист
- 1960 — Халат не по размеру /

## Признание
- 1975 — Специальная премия IX Московского международного кинофестиваля («Год затмения Солнца»)
- 1975 — номинация на Золотой приз IX Московского международного кинофестиваля («Год затмения Солнца»)
- 1976 — приз международного кинофестиваля в Карловых-Варах («Легенда об оазисе»)
- 1990 — Заслуженный деятель искусств МНР